# Gustav Henriksson
Gustav Henriksson, né le 3 février 1998 à Grebbestad en Suède, est un footballeur suédois qui évolue au poste de défenseur central au KS Cracovie.

## Biographie

### IF Elfsborg
Après être passé par le Grebbestads IF, Gustav Henriksson est formé par l'IF Elfsborg, qu'il rejoint en 2014. 
Il fait ses débuts avec l'équipe première le 26 septembre 2018, lors d'une rencontre d'Allsvenskan contre le Hammarby IF. Il est titulaire, et son équipe s'impose sur la plus petite des marges (0-1).
Le 23 juillet 2020, Gustav Henriksson marque ses deux premiers buts en professionnel, lors d'une rencontre de championnat face au Mjällby AIF. Titulaire, il contribue à la victoire de son équipe par cinq buts à zéro.

### Wolfsberger AC
Le 1er février 2021 Henriksson rejoint l'Autriche en s'engageant avec le Wolfsberger AC. 
Il joue son premier match sous ses nouvelles couleurs le 13 février 2021, lors d'une rencontre de championnat d'Autriche face à l'Admira Wacker. Titularisé ce jour-là, il se distingue en inscrivant également son premier but pour son nouveau club. Le Wolfsberger AC s'impose ce jour-là par deux buts à un. Il découvre avec ce club la coupe d'Europe jouant les deux matchs de la double confrontation face au Tottenham Hotspur contre qui le Wolfsberger AC s'incline lourdement au match aller (1-4 le 18 février) puis au match retour (4-0 le 24 février).

### Retour à l'IF Elfsborg
Le 7 janvier 2022, Gustav Henriksson retourne à l'IF Elfsborg. Il signe un contrat courant jusqu'en décembre 2025.

### En sélection
Gustav Henriksson joue son premier match avec l'équipe de Suède espoirs le 4 septembre 2020, face à l'Islande. Il est titulaire ce jour-là, et la Suède s'incline par un but à zéro. Lors de sa deuxième sélection, le 8 septembre suivant contre l'Italie, il inscrit son premier but avec les espoirs, participant à la victoire des siens (3-0).